# Lijst van voetbalinterlands Brazilië - Ghana (vrouwen)
Deze lijst van voetbalinterlands is een overzicht van alle officiële voetbalinterlands tussen de nationale vrouwenteams van Brazilië en Ghana. De landen hebben tot nu toe één keer tegen elkaar gespeeld.

## Wedstrijden
| № | Plaats | Datum         | Competitie                          | Wedstrijd        | Uitslag |
| - | ------ | ------------- | ----------------------------------- | ---------------- | ------- |
| 1 | Peking | 19 april 2008 | Olympische Spelen 2008 kwalificatie | Brazilië − Ghana | 5 − 1   |

## Samenvatting
| Competitie                     | Totaal gespeeld | Winst Brazilië | Gelijk | Winst Ghana | Doelsaldo Brazilië – Ghana |
| ------------------------------ | --------------- | -------------- | ------ | ----------- | -------------------------- |
| Olympische Spelen kwalificatie | 1               | 1              | 0      | 0           | 5 − 1                      |
| Totaal                         | 1               | 1              | 0      | 0           | 5 − 1                      |